# باتريك إيفوتي
باتريك موكوتو إيفوتي (بالإنجليزية: Patrick Mukutu Ivuti) هو عداء مسافات طويلة وماراثون كيني ولد في يوم 30 يونيو 1978 في مدينة ماتشاكوس، حقق المركز الأول في عدة ماراثونات، أبرزها ماراثون شيكاغو وماراثون براغ وماراثون هونولولو، كما حقق الميدالية الفضية مرتين في بطولة العالم للعدو الريفي.

## روابط خارجية
- باتريك إيفوتي على موقع الاتحاد الدولي لألعاب القوى (الإنجليزية)
- باتريك إيفوتي على موقع رابطة إحصائيات سباق الطريق (الإنجليزية)
- باتريك إيفوتي على موقع أوليمبيديا (الإنجليزية)